# Muhámmad al-Mutámid

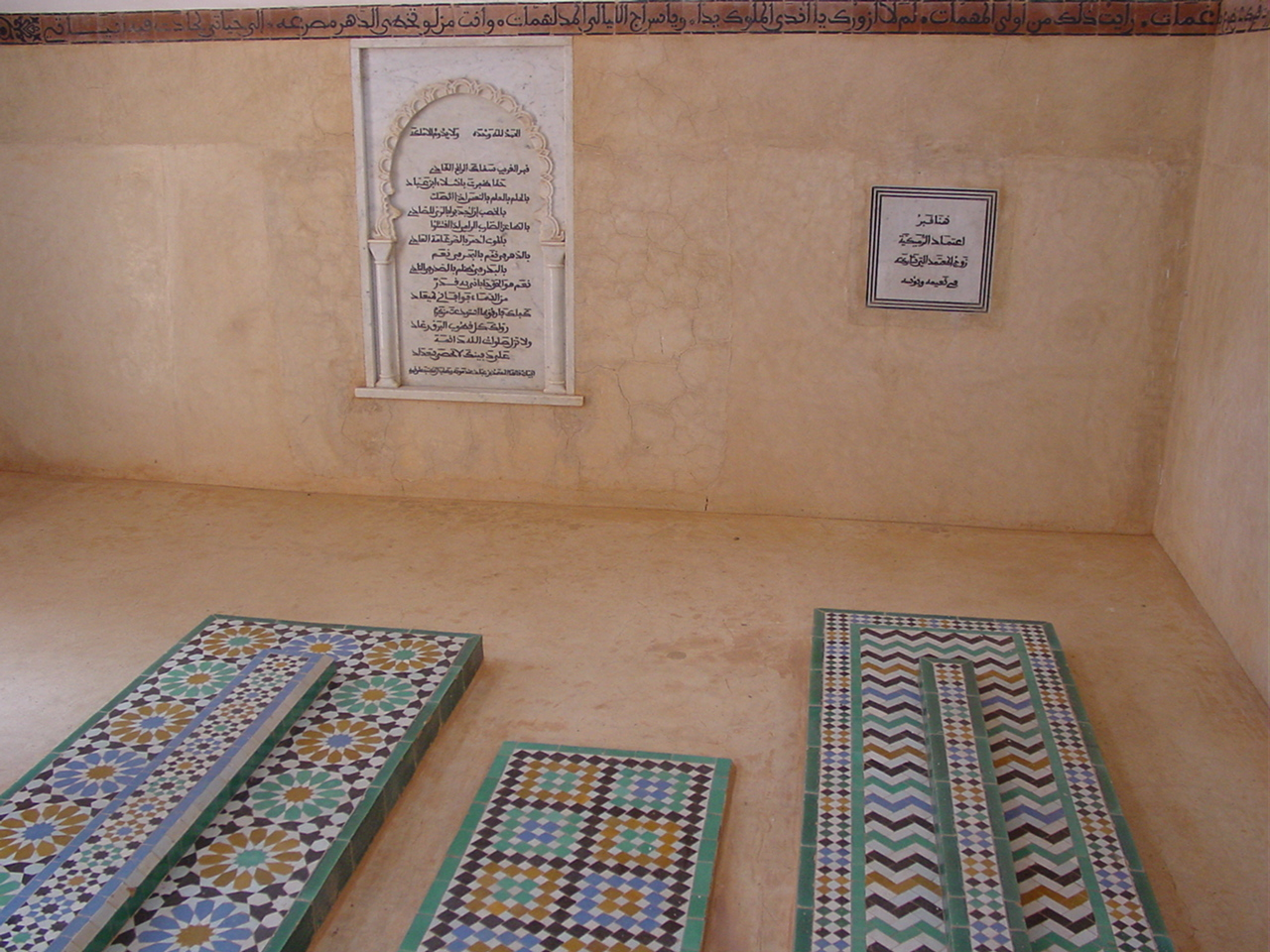
Tumbas de al-Mu‘tamid (a la izquierda), I‘timad (a la derecha) y el hijo de ambos (centro) en el sitio arqueológico de Agmat (Marruecos).

Abu l-Qásim al-Mu‘támid ‘alà Allah Muhámmad ibn ‘Abbad (en árabe: أبو القاسم المعتمد على الله محمد بن عباد‎) (Beja, 1040-Agmat, 1095) o simplemente al-Mutámid fue el rey de la taifa de Sevilla (1069-1091) y último rey abadí, hijo y sucesor de al-Mutádid (1042-1069).

## Biografía
Segundo hijo de al-Mutádid, se convirtió en heredero cuando su hermano mayor fue mandado ejecutar por su padre por supuesta traición. A los doce años, su padre lo envió a Silves, en el Algarve, para ser educado por el poeta Abu Bakr ibn Ammar (Ibn Ammar de Silves, el Abenamar de los cristianos), el cual se convertiría posteriormente en su favorito.
En el segundo año de su reinado, al-Mutamid anexionó la taifa de Córdoba, a cuyo frente puso a uno de sus hijos. Esta anexión supuso una amenaza para la taifa de Toledo, cuyo rey, al-Mamún, apoyó a un aventurero, Ibn Ukkasha, que en 1075 se apoderó de la ciudad y ejecutó al joven príncipe. Al-Mamún de Toledo tomó posesión de la ciudad, en la que murió seis meses después. Durante tres años al-Mutámid trató de reconquistar Córdoba, lo cual consiguió en 1078, al tiempo que todas las posesiones de la taifa de Toledo situadas entre el Guadalquivir y el Guadiana pasaron a formar parte del reino de Sevilla.

Expansión de la Taifa de Sevilla (siglo).

Al llegar al trono, al-Mutamid nombró visir a su amigo y antiguo mentor Ibn Ammar. Su relación fue excelente durante los primeros años de reinado. Por ejemplo, se atribuye a su habilidad que una expedición de Alfonso VI de León contra Sevilla acabase pacíficamente mediante la aceptación del pago de un doble tributo (1078).
En cualquier caso, Ibn Ammar cayó en desgracia como resultado de su desastrosa gestión de la anexión de la taifa de Murcia. En 1078 Ibn Ammar acudió a Ramón Berenguer II, conde de Barcelona, y le pidió su ayuda para conquistar Murcia mediante el pago de diez mil dinares. Como prenda del pago del tributo, un hijo de al-Mutamid, al-Rashid, serviría de rehén, parece que sin el conocimiento de su padre. Cuando al-Mutámid descubrió el pacto, quiso recuperar a su hijo, cosa que solo pudo conseguir mediante el pago de una suma tres veces mayor. Una vez conquistada la taifa de Murcia, Ibn Ammar fue nombrado gobernador, pero poco después conspiró para independizarse de la taifa de Sevilla. Descubiertas sus pretensiones, tuvo que huir de Murcia. Refugiado en Zaragoza, intentó ayudar a los tuyibíes en una expedición contra la fortaleza de Segura, pero finalmente fue hecho prisionero y entregado a al-Mutamid, quien, a pesar de los lazos de amistad que durante mucho tiempo los habían unido, lo mató con sus propias manos.
Sintiéndose amenazado por León después de la conquista de Toledo por Alfonso VI (1085), decidió pedir auxilio a los almorávides, que el 30 de julio de 1086 desembarcan en Algeciras. Las tropas de la taifa sevillana ayudaron, junto con tropas de las taifas de Granada y Badajoz, a derrotar a los cristianos en Zalaca (1086). Sin embargo, el emir almorávide Yúsuf ibn Tasufín, requerido en África, volvió a su reino. La ausencia almorávide contribuyó a que los reyes musulmanes siguiesen envueltos en sus disensiones, de forma que no pudieron evitar nuevos ataques cristianos. El rey Alfonso VI tomó el castillo de Aledo (en Murcia) en 1087, bloqueando las rutas entre Sevilla y las provincias orientales de al-Ándalus. Al-Mutámid en persona se dirigió de nuevo a Marrakech para pedir a Yúsuf que acudiera en ayuda de los musulmanes en al-Ándalus. Los almorávides regresaron a la península (1088), pero esta vez no sólo combatieron a los cristianos, sino que fueron conquistando uno a uno todos los reinos de taifas. Al-Mutamid fue depuesto por el emir almorávide en 1091 y desterrado a África, donde murió en 1095 (en Agmat, en las inmediaciones de Marrakech).

## Poeta
Al-Mutámid fue un notable poeta y, durante su reinado, la cultura floreció en Sevilla. En su corte gozaron de favor los poetas y literatos, como el siciliano Ibn Hamdís, Ibn al-Labbana de Denia, Ibn Zaydún o el propio visir y poeta Ibn Ammar de Silves (1031-1086).
También la visitaron intelectuales como Ibn Hazm (994-1063), una de las figuras centrales de la cultura andalusí, el geógrafo al-Bakrí y el astrónomo Azarquiel (al-Zarkali).

## Obra
- Poesías.[3]

- El Zoco sin compradores. Poesía de al-Andalus Siglos XI-XIII Modest Solans, Granada.  Edición bilingüe, Muret 2018. ISBN 978-84-09-00204-7

## Leyendas

### La partida de ajedrez
Durante el asedio de Sevilla de 1078, al-Mutamid envió a Ibn Ammar para frenar el avance de Alfonso VI de León, y cuando lo encontró en su tienda de campaña, debido a que ambos eran aficionados al ajedrez, el rey lo invitó a jugar una partida para completar su misión, apostándose un grano de trigo por el primer escaque, y el doble en cada escaque que le seguía, logrando este la victoria, por lo que finalmente pudo convencerlo de que no invadiera Sevilla.

### Al-Rumaikiyya
Paseando un día a orillas del Guadalquivir con su amigo Ibn Ammar, jugaban a improvisar poemas, entretenimiento extremadamente popular en la sociedad andalusí de la época. Al levantarse una ligera brisa sobre el río, dijo al-Mutamid:
"El viento tejiendo lorigas en las aguas".
Ante lo cual esperaba la respuesta de su compañero. Sin embargo, Ibn Ammar no tuvo tiempo de responder, puesto que ambos oyeron una voz femenina que completaba la rima:
"¡Qué coraza si se helaran!".
(Traducción de Miguel José Hagerty en Al Mu‘tamid: Poesía. Traducción y comentario, Bosch, Barcelona, 1979; y Al-Mutamid de Sevilla. Poesía completa. Traducción y comentario, Granada, Comares, 2007.)
La voz correspondía a una muchacha escondida tras los juncos. Era una joven bellísima llamada Rumaikiyya, esclava de un arriero. Al-Mutámid quedó inmediatamente enamorado, la llevó a su palacio y la hizo su esposa, tomando el nombre de Itimad. Cuando al-Mutamid fue depuesto, Rumaikiyya partió con él al exilio, junto a otros miembros de su familia.
La relación entre al-Mutámid y Rumaikiyya fue la fuente de numerosas historias, como la que aparece en el Libro de los ejemplos del Conde Lucanor y de Patronio, cuento XXX, De lo que aconteció al rey Abenabed de Sevilla con su mujer, Ramaiquía, obra de Don Juan Manuel.

## En la literatura
La vida de al-Mutámid inspiró la obra de Blas Infante Motamid, último rey de Sevilla.